# シャンブレ・ブラバゾン (第5代ミーズ伯爵)
第5代ミーズ伯爵シャンブレ・ブラバゾン（英語: Chambré Brabazon, 5th Earl of Meath PC (Ire)、1645年頃 – 1715年4月1日）は、アイルランド王国の貴族、政治家。

## 生涯
第2代ミーズ伯爵エドワード・ブラバゾンとメアリー・シャンブレ（Mary Chambré、1685年9月14日埋葬、カルコット・シャンブレの娘）の息子として、1645年頃に生まれた。
1675年、アイルランド試金鑑定所長官（Assay-Master of Ireland）に任命された。
1692年から1693年までダブリン・カウンティ選挙区の代表としてアイルランド庶民院議員を務めた。
1707年2月22日に兄エドワードが死去すると、ミーズ伯爵位を継承、1709年8月8日にアイルランド貴族院議員に就任した。同年にダブリン県首席治安判事に任命され、1710年にアイルランド枢密院の枢密顧問官に任命された。1714年にジョージ1世がアイルランド国王に即位した後も枢密顧問官を再任した。
1714年3月、繰上勅書によりアルディー男爵位を息子チャーワースに譲ったが、その1年後の1715年4月1日にノッティンガムで急死、翌日にノッティンガムの聖メアリー教会に埋葬された。息子チャーワースが爵位を継承した。

## 家族
1682年までにジュリアナ・チャーワース（Juliana Chaworth、第3代チャーワース子爵パトリック・チャーワースの娘）と結婚、2男4女をもうけた。
- チャーワース（1686年 – 1763年） - 第7代アルディー男爵、第6代ミーズ伯爵
- エドワード（1691年 – 1772年） - 第7代ミーズ伯爵
- ジュリアナ
- メアリー - ウィリアム・ティスダル（William Tisdall）と結婚
- キャサリン - トマス・ハローズ（Thomas Hallowes）と結婚
- フランシス（1751年11月4日没） - ヘンリー・ポンソンビー（英語版）（1745年没）と結婚、子供あり